# Robert II d'Harcourt
Pour les articles homonymes, voir Robert II et Harcourt (homonymie).
 (mars 2009).
Si vous disposez d'ouvrages ou d'articles de référence ou si vous connaissez des sites web de qualité traitant du thème abordé ici, merci de compléter l'article en donnant les références utiles à sa vérifiabilité et en les liant à la section « Notes et références ».
Robert II d'Harcourt, dit le Vaillant ou le Fort, chevalier, seigneur et  baron d'Harcourt, d'Elbeuf, de La Saussaye, de Beaumesnil, de Saint-Célerin, seigneur de Bourgtheroulde, de Beauficel, de Poligny, de Cailleville, de Boissey-le-Châtel de Lisors, de Bouville et de Renneville, de Berville, d'Angeville, du Theillement, etc., a hérité des fiefs normands de son père Guillaume d'Harcourt.

## Biographie
Robert II d'Harcourt épouse en 1179 sa cousine Jeanne de Meulan, dame de Meulan et de Brionne qui est la fille de Robert II de Meulan, comte de Meulan, et de Mathilde de Cornouailles, petit-fils d'Henri Ier d'Angleterre. Ce mariage lui apporte des biens considérables, notamment les seigneuries d'Elbeuf, de Beaumesnil et de La Saussaye.
Il accompagne Richard Cœur de Lion à la troisième croisade et est fait avec lui prisonnier sur le chemin du retour par le duc d'Autriche, Léopold V de Babenberg, à l'automne 1192.
Le roi d'Angleterre Jean sans Terre, duc de Normandie, le désigne comme pleige et otage dans le traité du Goulet conclu avec le roi de France Philippe Auguste en mai 1200. Il fait ainsi partie des neuf barons qui, de part et d'autre, se portent garants du traité et jurent d'abandonner celui des deux princes qui le violerait.
Robert II d'Harcourt figure également comme témoin dans de nombreuses chartes d'Henri II d'Angleterre et Richard Cœur de Lion, rois d'Angleterre et ducs de Normandie. 
Il fonde l'abbaye Notre-Dame de Grestain ainsi que la chapelle Saint-Thomas de Cantorbéry près de son château d'Harcourt.
Il semble être le premier à avoir porté les armes de la maison d'Harcourt, de gueules, à deux fasces d'or.

## Descendance
De son mariage avec sa cousine Jeanne de Meulan, dame de Meulan et de Brionne, il eut un enfant :
- Richard d'Harcourt († 1236-1239), seigneur d'Harcourt.